# Liste der Biografien/Cash
Liste der Biografien |
Portal Biografien |
Personensuche
# |
A |
B |
C |
D |
E |
F |
G |
H |
I |
J |
K |
L |
M |
N |
O |
P |
Q |
R |
S |
T |
U |
V |
W |
X |
Y |
Z |
?
 
Ca |
Cb |
Cc |
Ce |
Ch |
Ci |
Cj |
Ck |
Cl |
Cm |
Cn |
Co |
Cr |
Cs |
Ct |
Cu |
Cv |
Cw |
Cy |
Cz
 
Caa–Cag |
Cah |
Cai |
Caj |
Cak |
Cal |
Cam |
Can |
Cao–Cap |
Caq |
Car |
Cas |
Cat–Caz
 
Casa |
Casc |
Casd |
Case |
Casg |
Cash |
Casi |
Cask |
Casl |
Casm |
Casn |
Caso |
Casp |
Casq |
Casr |
Cass |
Cast |
Casu |
Casw |
Casz
Die Liste der Biografien führt alle Personen auf, die in der deutschsprachigen Wikipedia einen Artikel haben. Dieses ist eine Teilliste mit 50 Einträgen von Personen, deren Namen mit den Buchstaben „Cash“ beginnt.

## Cash
- Cash, Aya (* 1982), US-amerikanische Schauspielerin
- Cash, Cliff, amerikanischer Stand-up-Komiker aus North Carolina
- Cash, Diego (* 1961), argentinischer Rugbyspieler
- Cash, Gerald Christopher (1917–2003), bahamaischer Politiker, Generalgouverneur der Bahamas
- Cash, James (1839–1909), britischer Zoologe und Botaniker
- Cash, Jim (1947–2000), US-amerikanischer Drehbuchautor
- Cash, Johnny (1932–2003), US-amerikanischer Country-Sänger und -SongschreiberJohnny Cash (1932–2003)

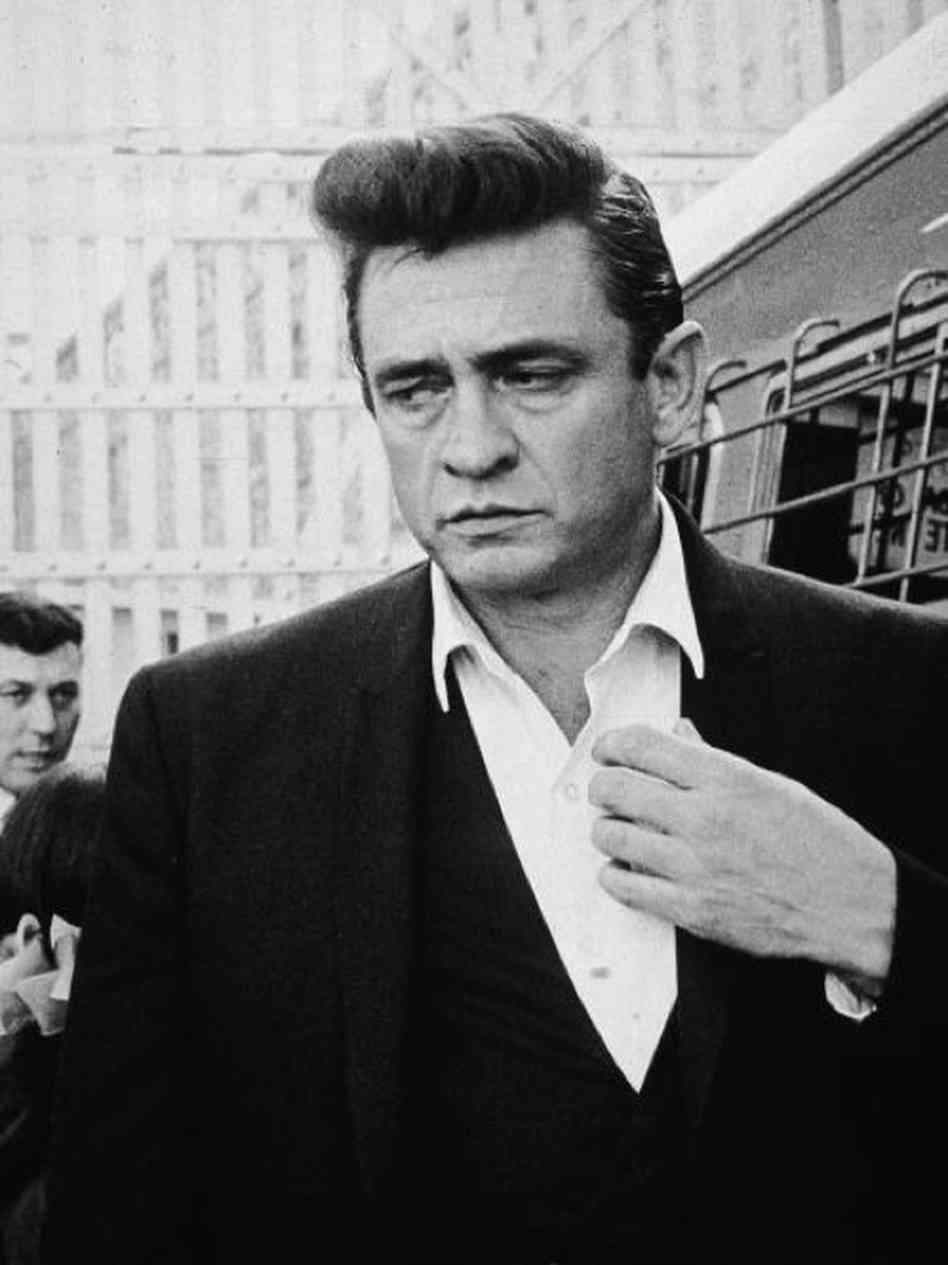
Johnny Cash (1932–2003)

- Cash, Julian (* 1996), britischer Tennisspieler
- Cash, Martin (1808–1877), australischer Sträfling und Buschräuber
- Cash, Matty (* 1997), polnisch-englischer Fußballspieler
- Cash, Pat, deutscher Rapper
- Cash, Pat (* 1965), australischer Tennisspieler
- Cash, Richard A. (1941–2024), US-amerikanischer Arzt
- Cash, Robert (* 2001), US-amerikanischer Tennisspieler
- Cash, Rosalind (1938–1995), US-amerikanische Schauspielerin
- Cash, Rosanne (* 1955), US-amerikanische Countrysängerin
- Cash, Swin (* 1979), US-amerikanische Basketballspielerin
- Cash, Tabatha (* 1973), französische Pornodarstellerin
- Cash, Tommy (1940–2024), US-amerikanischer Country-Sänger und Musiker
- Cash, Tommy (* 1991), estnischer RapperTommy Cash (* 1991)

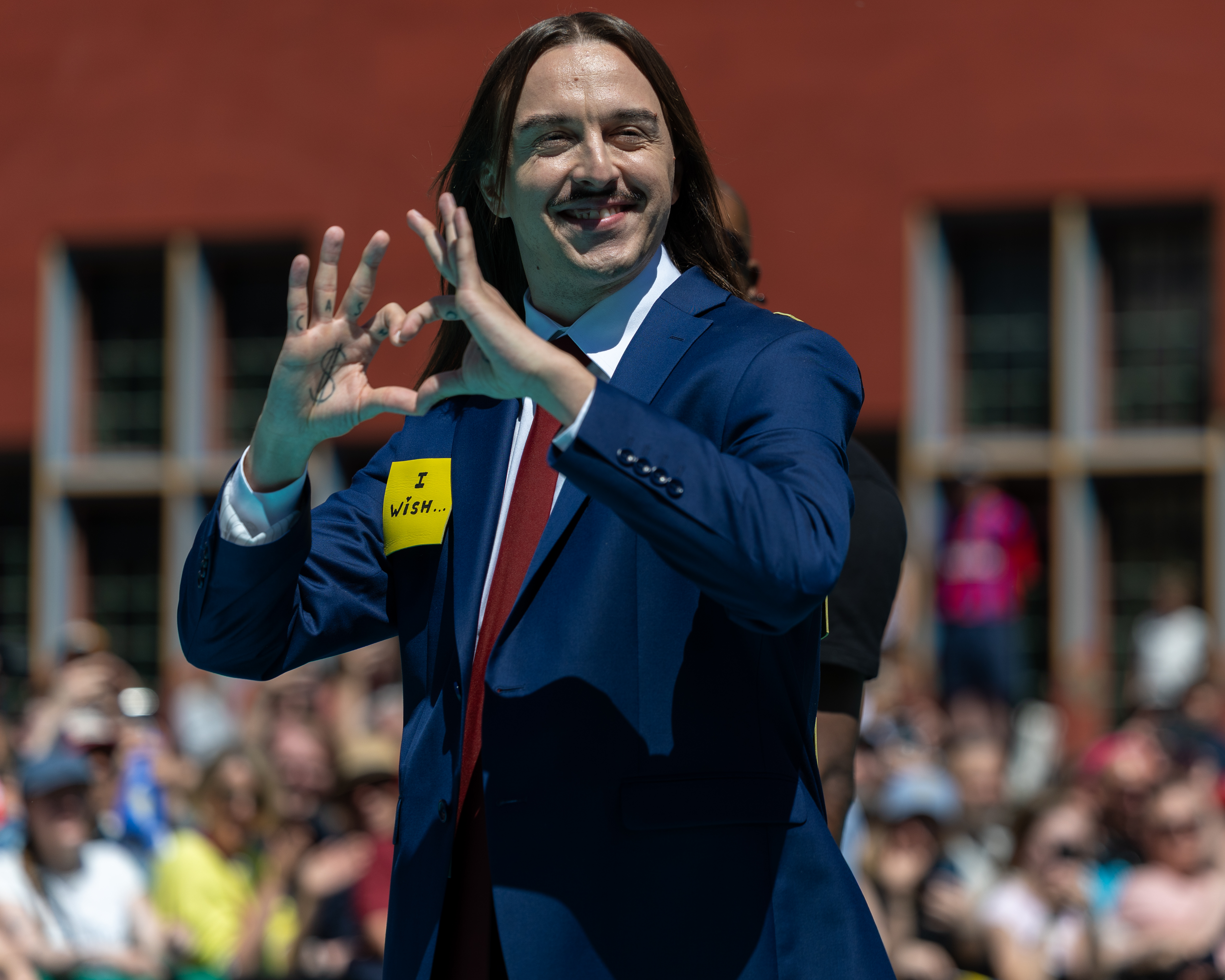
Tommy Cash (* 1991)

### Cashe
- Cashel Man, Moorleiche
- Cashel, Meg, US-amerikanische Schauspielerin und Drehbuchautorin
- Cashell, Bob (1938–2020), US-amerikanischer Politiker
- Casher, Ted (1937–2023), US-amerikanischer Jazzmusiker (Saxophon, Klarinette)

### Cashi
- Cashin, Amy (* 1994), australische Hindernisläuferin
- Cashin, Bonnie (1915–2000), US-amerikanische Modedesignerin und Kostümbildnerin
- Cashin, Eiran (* 2001), irischer Fußballspieler
- Cashin, Etalvia (* 1989), US-amerikanische Schauspielerin
- Cashin, Liam (* 1997), australischer Leichtathlet
- Cashin, Richard (* 1953), US-amerikanischer Ruderer
- Cashion, Red (1931–2019), US-amerikanischer Schiedsrichter im American Football
- Cashis (* 1982), US-amerikanischer Rapper
- Cashisclay (* 1994), deutscher Rapper

### Cashm
- Cashman, Blake (* 1996), US-amerikanischer American-Football-Spieler
- Cashman, Keely (* 1999), US-amerikanische Skirennläuferin
- Cashman, Michael (* 1950), britischer Schauspieler und Politiker, MdEP
- Cashman, Peter L. (* 1936), US-amerikanischer Politiker
- Cashman, Reid (* 1983), US-amerikanischer Eishockeyspieler und -trainer
- Cashman, Wayne (* 1945), kanadischer Eishockeyspieler, -trainer und -scout
- Cashmere Cat (* 1987), norwegischer DJ und Musikproduzent
- Cashmo (* 1984), deutscher Rapper und Produzent
- Cashmore, Adrian (* 1973), neuseeländischer Rugby-Union-Spieler
- Cashmore, Ellis (* 1949), britischer Soziologe und Hochschullehrer
- Cashmore, Grant (* 1968), neuseeländischer Springreiter
- Cashmore, Hilda (1876–1943), britische Sozialarbeiterin und Hochschullehrerin
- Cashmore, Jennifer (1937–2024), australische Politikerin (Liberal Party)
- Cashmore, John, britischer Opernsänger (Bariton)
- Cashmore, Michael, britischer Musiker und Komponist

### Cashn
- Cashner, Robert (1942–2018), US-amerikanischer Ichthyologe und Hochschullehrer

### Casho
- Cashore, Kristin (* 1976), US-amerikanische Schriftstellerin